# Strumigenys kumadori
Strumigenys kumadori (лат.) — вид мелких муравьёв из подсемейства Myrmicinae. Китай, Тайвань, Южная Корея и Япония. Видовое название происходит от слова «кумадори» (яп. 隈取り), означающего традиционную косметику или грим для актера японского театра Кабуки. Длина оранжево-коричневого тела 2,2 — 2,5 мм. Отличается следующими признаками: волоски в верхней части усиковых бороздок длинные, обычно жгутообразные; жвалы вытянутые с апикальной вилкой зубцов; голова с затылочной выемкой. Усики 6-члениковые. Хищный вид, охотящийся на мелкие виды почвенных членистоногих. Стебелёк между грудкой и брюшком состоит из двух члеников: петиолюса и постпетиолюса (последний четко отделен от брюшка), жало развито, куколки голые (без кокона). Специализированные охотники на коллембол. Вид был впервые описан в 2007 году. Включён в состав видовой группы Strumigenys godeffroyi (Dacetini)